# At the Masquerade Ball
At the Masquerade Ball è un cortometraggio muto del 1912 diretto da Harold M. Shaw.

## Produzione
Il film fu prodotto dalla Edison Manufacturing Company.

## Distribuzione
Distribuito dalla General Film Company, il film - un cortometraggio in una bobina - uscì nelle sale cinematografiche statunitensi il 22 ottobre 1912. Nel Regno Unito, fu distribuito il 15 gennaio 1913.